# Gabriel Fauré
Gabriel Urban Fauré, född 12 maj 1845 i Pamiers, död 4 november 1924 i Paris, var en fransk tonsättare, pianist, organist och musikpedagog. Särskilt berömda är hans Requiem, Cantique de Jean Racine, Après un rêve, Sicilienne och Pavane (opus 50). Hans verklista för piano innehåller många nocturner och barcaroller.

## Biografi
Gabriel Fauré var från nio års ålder elev till Niedermeyer och Saint-Saëns vid École Niedermeyer, han blev organist i Rennes 1866 och 1870 i Saint-Sulpice i Paris, senare vid S:t Honoré, även som kapellmästare vid Madeleine, och 1896 professor i komposition vid Pariskonservatoriet, vars direktör han blev 1905. Hans tid vid konservatoriet präglades av konflikter med konservativa krafter i undervisningen som Fauré försökte nydana. Han tvingades avgå 1920. Bland hans elever fanns Maurice Ravel och Nadia Boulanger.

## Musikalisk gärning
Fauré har skrivit flera stycken för violin, orkestersviter, symfoni, stråkkvartetter, pianokvartetter, körverk, duetter och romanser, operorna Prométhée (1900) och Pénélope (1907), ett requiem, samt scenmusik till dramer av Shakespeare m.fl. Han följde den av César Franck inslagna riktningen.
Fauré liknas ofta vid Robert Schumann för att han tonsatt många dikter, men Fauré är mer vågad i harmoniken. Bland de poeter han tonsatt finns Verlaine i främsta rummet, men även Prudhomme (Les berceaux) och Leconte de Lisle. I sin kammarmusik var han i yngre år formmässigt konventionell, lade stor vikt vid melodierna men blev med åren allt mera personlig i fråga om polyfoni, dock alltid melodiskt medveten. Mot romantikens skruvade känsloläge förefaller Fauré mera återhållsam.

## Filmer innehållande Fauré-musik (urval)
- 1982 – Passion
- 1993 – Chefen Fru Ingeborg
- 1995 – Babe – den modiga lilla grisen
- 1995 – Copycat
- 1998 – Under solen
- 1998 – Den tunna röda linjen
- 2000 – Legenden om Bagger Vance
- 2002 – 28 dagar senare
- 2004 – The Manchurian Candidate
- 2005 – Wallander – Masterind

## Utmärkelser
Asteroiden 8685 Fauré är uppkallad efter honom.